# 765 (numero)
Settecentosessantacinque (765) è il numero naturale dopo il 764 e prima del 766.

## Proprietà matematiche
- È un numero dispari.
- È un numero composto, con 12 divisori: 1, 3, 5, 9, 15, 17, 45, 51, 85, 153, 255, 765. Poiché la somma dei suoi divisori (escluso il numero stesso) è 639 < 765, è un numero difettivo.
- È un numero malvagio.
- È un numero palindromo nel sistema numerico binario e nel sistema di numerazione posizionale a base 11 (636). In quest'ultima base è altresì un numero ondulante.
- È parte delle terne pitagoriche (117, 756, 765), (324, 693, 765), (360, 675, 765), (459, 612, 765), (96, 765, 771), (408, 765, 867), (476, 765, 901), (520, 765, 925), (765, 868, 1157), (765, 1020, 1275), (765, 1188, 1413), (765, 1836, 1989), (765, 2100, 2235), (765, 3400, 3485), (765, 3572, 3653), (765, 3864, 3939), (765, 5712, 5763), (765, 6480, 6525), (765, 10824, 10851), (765, 11692, 11717), (765, 17204, 17221), (765, 19500, 19515), (765, 32508, 32517), (765, 58520, 58525), (765, 97536, 97539), (765, 292612, 292613).

## Astronomia
- 765 Mattiaca è un asteroide della fascia principale del sistema solare.
- NGC 765 è una galassia spirale della costellazione dell'Ariete.

## Astronautica
- Cosmos 765 è un satellite artificiale russo.

## Altri ambiti
- La Route nationale 765 è una strada statale della Francia.
- German submarine U-765 è stato un sottomarino tedesco utilizzato nella seconda guerra mondiale.